# Fadela Ecebbi
Fadela Ecebbi (in arabo فضيلة الشّابّي‎?, Fadela aš-Šābbī; Tozeur, 23 gennaio 1946) è una poetessa tunisina.

## Biografia
Nacque a Tozeur, cugina di Abu'l-Qasim Ash-Shabbi, e trascorse l'infanzia a Tozeur.
Nel 1971 si laureò in letteratura araba, presso l'Università di Tunisi.

## Opere
- Odori della terra e della rabbia